# Čukarička Padina
Čukarička Padina (en serbe cyrillique : Чукаричка Падина) est un quartier de Belgrade, la capitale de la Serbie. Il est situé dans la municipalité de Čukarica. En 2002, il comptait 10 720 habitants.

## Présentation
Čukarička Padina est située entre les quartiers de Čukarica à l'est et de Makiš à l'ouest. Il constitue de fait la partie la plus occidentale du quartier de Banovo brdo. Il est situé sur les pentes d'une colline dominant la Save et l'île d'Ada Ciganlija, d'où son nom qui, en serbe, signifie « la pente de Čukarica ».